# Charles François d'Angennes
Charles François d'Angennes, marchese di Maintenon (Maintenon, 5 dicembre 1648 – Le Prêcheur, 2 aprile 1691), è stato un corsaro, nobile e funzionario francese.

## Biografia

### I primi anni e la vita da corsaro
Nacque nel 1648, figlio di Louis d'Angennes de Rochefort de Salvert, marchese di Maintenon, e di sua moglie Marie Le Clerc du Tremblay, e alla morte del padre ereditò il titolo e il castello di Maintenon, non lontano da Chartres, a sud di Parigi.
Nel 1674 vendette le proprietà di famiglia e i suoi titoli a Françoise d'Aubigné, poi nota col nome di madame de Maintenon, che divenne lo stesso anno amante di Luigi XIV (ed in seguito sua moglie morganatica).
Quattro anni più tardi, Charles si trasferì come proprietario di piantagione in Martinica, a Le Prêcheur, il villaggio dove la stessa Françoise d'Aubigné aveva trascorso i suoi primi dieci anni di vita.
Cattolico, diventerà un corsaro nel Mar dei Caraibi dopo alcuni anni e dopo aver intrapreso altre attività.

### La guerra agli inglesi
Si imbarcò come sottotenente di vascello nella marina reale francese nel 1669 a Tolone, e partì nel 1670 a bordo de La Sybille, della quale ottenne il comando nel 1672 alla morte del suo capitano.
François prese parte a una spedizione contro i filibustieri olandesi di Curaçao e poi attaccò due navi inglesi presso Santo Domingo per poi fare ritorno in Francia nel 1673, nel bel mezzo dell'affare dei veleni che coinvolse direttamente la prima amante del re, madame de Montespan, e la maggior parte degli alleati e dei parenti del ministro delle finanze Jean-Baptiste Colbert. Tornò quindi nel 1674 nelle Indie occidentali, dopo aver venduto anche il suo castello.

### A capo di una flotta di bucanieri (1676-1678)
Nell'ottobre del 1675 lasciò Nantes a bordo della nave Fontaine d'Or, (24 cannoni) accompagnato da un famoso corsaro di quel porto, il capitano Bernard Lemoigne. Nel 1676 riuscì a radunare una flotta di 10 navi e 800 marinai, fra cui il pirata John Coxon, con l'intento di attaccare Isla Margarita, Trinidad e Cumanà, con un'incursione che però non ebbe l'esito sperato.
Durante questa operazione, John Coxon si separò dalla flotta del marchese, saccheggiando poi nel luglio 1677 il porto di Santa Marta e tornando coi suoi compagni in Giamaica dove decise di sottomettersi al governatore Vaughan, al quale consegnò anche il vescovo di Santa Marta che lui e i suoi compagni avevano fatto prigioniero per ottenere un riscatto. In cambio John Coxon ricevette l'amnistia.
Il marchese de Maintenon riuscì a farsi un nome tra i bucanieri dei Caraibi, ma poi decise coi proventi dei saccheggi di ritirarsi a vita privata come ricco proprietario di piantagioni di canna da zucchero, ottenendo dal governo francese l'incarico di scacciare i piccoli coltivatori di tabacco che trafficavano coi bucanieri.
Sempre per conto del governo francese, dal 1678 a bordo de La Sorcière si dedicò alla caccia ai pirati, e divenne anche governatore della colonia di Marie-Galante (1679 - 1686), carica che il padre di Françoise d'Aubigné aveva ricoperto nel 1645. Nel 1682 fermò  l'attività del bucaniere François Grognier, detto Cachemarée e poi La sua attività di cacciatore di taglie proseguì sino al 19 marzo 1687, quando venne emesso un decreto che intimava ai bucanieri che ancora non avessero lasciato Santo Domingo di lasciare l'isola o di sottomettersi al governo francese.

### LaCompagnie du Sénégal
Charles François d'Angennes, nel suo ruolo di governatore di Marie-Galante dal 1679 al 1686, firmò il 16 marzo 1679 con Jean-Baptiste du Casse, rappresentante della Compagnie du Sénégal, un contratto per la consegna di 1600 schiavi in un periodo di quattro anni. Dopo soli sedici mesi, ad ogni modo, gli ufficiali reali in Martinica si lamentarono del fatto che le consegne fossero troppo esigue per mantenere i ritmi di lavoro richiesti.

### Il più ricco proprietario della Martinica
Nel 1682, Luigi XIV, per ricompensare il d'Angennes dei suoi servigi, gli concesse il monopolio del commercio tra il Venezuela spagnolo e tutte le isole delle colonie francesi per un periodo di 4 anni, col diritto di vendere almeno 245 tonnellate di zucchero l'anno (il 10% del totale della produzione della Martinica).
Il marchese de Maintenon prese quindi residenza stabile in Martinica, nel villaggio di Le Prêcheur, dove possedeva 200 schiavi e dove, secondo Michel Bégon, nel 1685 possedeva la più grande raffineria di zucchero di tutta l'isola, con una produzione di 400.000 libbre di zucchero di canna all'anno.
Morì nel 1691 in Martinica. Nel 1714, i suoi eredi vendettero una piantagione di canna da zucchero per 318.067 livres, ovvero il valore di sei edifici parigini dell'epoca.

## Matrimonio e figli
Sposò Catherine Giraud de Poincy, figlia di Giraud, signore di Poyet e Poincy, capitano della milizia dell'isola di Saint-Christophe. La coppia ebbe tre figlie e un figlio, Gabriel-Charles-François d'Angennes, detto "Il conte d'Angennes" (1686-1752), colonnello di un reggimento di fanteria, il quale sposò a sua volta Françoise Marie de Mailly, figlia di André de Mailly, signore di Breuil, e di Françoise des Chiens.

## Stemma
| Image | Stemma |
| ----- | --- |
|       | Charles François d'Angennes Marchese di Maintenon Di nero alla croce di Sant'Andrea d'argento. Ornamenti esterni da marchese. |